# لوک آبالو
لوک آبالو (فرانسوی: Luc Abalo‎؛ زادهٔ ۶ سپتامبر ۱۹۸۴) بازیکن هندبال اهل فرانسه است.
وی همچنین برندهٔ جوایزی همچون لژیون دونور (شوالیه) شده‌است.